# 코라이 귄터
코라이 귄터(튀르키예어: Koray Günter, 1994년 8월 16일, 노르트라인베스트팔렌주 획스터 ~ )는 튀르키예계 독일인 축구 선수로, 현재 파티흐 카라귐뤼크 소속이다. 전 소속팀인 보루시아 도르트문트에 있었을 때는 주로 리저브 팀에서 활동을 했었다. 그러다가 2014년 겨울 이적 시장 때 갈라타사라이 SK로 이적을 했다.